# Shabba Ranks
Shabba Ranks, egentligen Rexton Gordon, född 17 januari 1966 i Saint Ann Parish på Jamaica, är en jamaicansk sångare. Hans första hit utanför Jamaica var Mr. Loverman.

## Diskografi (urval)
Studioalbum
- 1988 – Rough & Rugged (delad album med Chaka Demus)
- 1988 – Rappin' With The Ladies
- 1989 – Best Baby Father
- 1989 – Holding On (Home T, Cocoa Tea & Shabba Ranks)
- 1990 – Just Reality
- 1990 – Golden Touch
- 1991 – As Raw As Ever
- 1991 – Mr. Maximum
- 1992 – Rough And Ready Volume 1
- 1992 – X-tra Naked
- 1993 – Rough And Ready Volume 2
- 1995 – A Mi Shabba
- 1998 – Get Up Stand Up
- 1999 – Shabba Ranks And Friends

Singlar
- 1987 – "Peanie Peanie" / "Version Peanie Peanie"
- 1991 – "She's A Woman" (Maxi-singel, Scritti Politti + Shabba Ranks)
- 1991 – "Trailer Load A Girls" (Maxi-singel)
- 1991 – "Housecall" (med Maxi Priest)
- 1992 – "Mr. Loverman" (med Deborahe Glasgow)
- 1992 – "Slow And Sexy" (med Johnny Gill)
- 1993 – "I Was A King" (Eddie Murphy med Shabba Ranks)
- 1993 – "Mr. Loverman" (återutgåva)
- 1993 – "Housecall" (remix, Shabba Ranks med Maxi Priest)
- 1993 – "What'cha Gonna Do" (med Queen Latifah)
- 1993 – "Family Affair" (med Patra och Terri & Monica)
- 1995 – "Let's Get It On"
- 1995 – "Shine Eye Gal" (med Mykal Rose)